# Barraca III (Aiguamúrcia)
La Barraca III és una obra d'Aiguamúrcia (Alt Camp) inclosa a l'Inventari del Patrimoni Arquitectònic de Catalunya.

## Descripció
És una barraca de planta rectangular associada al marge i a una altra construcció més moderna. La coberta és de pedruscall, amb una cúpula circular aixatada. La cornisa és ondada i el portal capçat amb un arc dovellat (rejuntat) i un arc de descàrrega.
A l'interior hi veurem una falsa cúpula, amb una alçada màxima de 3'55m. La planta és ovalada i amida: fondària 2'73. Amplada 3'15m. Com a elements funcionals només hi podrem veure un petit armari, doncs les moltes andròmines acumulades, no permeten veure si hi ha més elements.